# ان‌جی‌سی ۵۸۲۲
ان‌جی‌سی ۵۸۲۲ (انگلیسی: NGC 5822) یک خوشه باز از ستارگان در صورت فلکی جنوبی گرگ است که توسط ستاره شناس انگلیسی جان هرشل در ۳ ژوئیه ۱۸۳۶ کشف شد.